# 蒙戈克
蒙戈克（法語：Montgauch，法語發音：[mɔ̃ɡok]）是法国阿列日省的一个市镇，属于聖日龍區。该市镇2009年时的人口为122人。

## 人口
蒙戈克人口变化图示
| 数据来源：INSEE |